# L'ordine del tempo (libro)
L'ordine del tempo è un saggio del fisico Carlo Rovelli pubblicato da Adelphi nell'aprile 2017 che tratta della natura del tempo e della sua percezione umana.

## Contenuti
L'ordine del tempo esamina la natura del tempo da diversi punti di vista e l'evoluzione della sua comprensione nel corso dello sviluppo del pensiero scientifico. In particolare viene posto l'accento sul fatto che il suo scorrere non è uniforme nei diversi punti dell'universo e che in molte delle equazioni che stanno alla base della fisica moderna la variabile tempo non compare affatto. La conclusione è che ciò che noi siamo abituati a chiamare tempo è in realtà un prodotto della mente umana, e che 
Il libro è preceduto da un capitolo introduttivo dal titolo Forse il mistero più grande è il tempo ed è poi diviso in tre parti:
- Lo sfaldarsi del tempo,
- Il mondo senza tempo,
- Le sorgenti del tempo.

Rispetto al precedente best seller di Rovelli, Sette brevi lezioni di fisica, la comprensione del testo è meno facile, anche perché questa volta il libro propone al lettore quello che è stato paragonato ad un viaggio verso frontiere inesplorate.

## Edizioni
- Carlo Rovelli, L'ordine del tempo, collana Piccola biblioteca Adelphi, Adelphi, 2017,  p. 207, ISBN 978-88-459-3192-5.
- (EN) Carlo Rovelli, The Order of Time, traduzione di Erica Segre e Simon Carnell, Penguin Books, 2018,  p. 224, ISBN 978-0-241-29252-5.
- (FR) Carlo Rovelli, L'Ordre du temps, traduzione di Sophie Lem, Flammarion, 2018,  p. 288, ISBN 978-2-08-140920-0.
- (ES) Carlo Rovelli, El orden del tiempo, traduzione di Francisco José Ramos Mena, Anagrama, 2018,  p. 184, ISBN 978-2-08-140920-0.

### Audiolibri
L'ordine del tempo è stato anche pubblicato come audiolibro. Mentre la versione italiana, pubblicata nel 2018 da Emons Edizioni, viene letta dall'autore stesso, per quella in lingua inglese la voce è quella di Benedict Cumberbatch.

## Adattamento cinematografico
Al libro è liberamente ispirato il film omonimo uscito nel 2023, diretto da Liliana Cavani con la consulenza scientifica del professor Carlo Rovelli.

## Arte e spettacolo
L'ordine del tempo ha ispirato lo spettacolo che l'artista inglese Es Devlin ha messo in scena il 22 settembre 2018 alla galleria d'arte Peckham multi-storey car park (Londra).